# 兰溪路
兰溪路是中華人民共和國上海市普陀區道路，南起曹楊路，北至桃浦路以北，始建於1952年，是當時修建曹楊新村時的配套工程。道路曾用名南栅路，最初僅北至北石路，後更名為蘭谿路，名字來自於浙江省蘭谿縣，同時道路向北延伸。